# Orfalecchio
Orfalecchio è un alpeggio sito a 590 metri s.l.m. in Val Grande, appena fuori dal confine della riserva naturale integrale del Pedum. Amministrativamente è situato nel comune di San Bernardino Verbano, a pochi metri dal confine con Cossogno, segnato dal corso del Rio Valgrande.

## Accesso
L'alpeggio di Orfalecchio è raggiungibile seguendo il sentiero che, partendo da Cossogno, costeggia il torrente San Bernardino per poi passare da Bignuno o da Cicogna e dal ponte Velina. In alternativa è possibile passare da Ponte Casletto lungo il sentiero che costeggia il Rio Valgrande, che però presenta diversi passaggi esposti e risulta dunque particolarmente rischioso per chi non è esperto. Un altro sentiero arriva a Orfalecchio da Ompio e Corte Buè, passando per la Valle della Scale, la Val Camiasca e la Val Foiera.

## Storia
Orfalecchio era stato, durante gli inizi del '900, un importante luogo di smistamento del legname, all'epoca tale località forniva lavoro e alloggio a una trentina di famiglie, infatti era fornito di scuola e mensa. Il legname veniva tagliato in una località poco più a nord, chiamata l'Arca, e tramite una ferrovia trasportato a Orfalecchio per poi essere smistato e ripartire in direzione Mergozzo tramite un'imponente teleferica, di cui si possono trovare ancora i resti lungo il sentiero che scende dall'alpe Ompio.
Durante la seconda guerra mondiale i pochi edifici che si trovavano a Orfalecchio furono utilizzati come sede dalla formazione partigiana "Valdossola", guidata da Dionigi Superti. Qui erano state poste anche le provviste di cibo e munizioni. Maria Peron, la prima partigiana donna nelle montagne dell'Ossola, qui realizzò una vera e propria infermeria, come anche in altre località della zona, anche grazie all'aiuto dei medici e altri civili valligiani che le procurarono medicinali e materiali per prestare soccorso ai feriti e malati.

## Teleferica Orfalecchio-Mergozzo

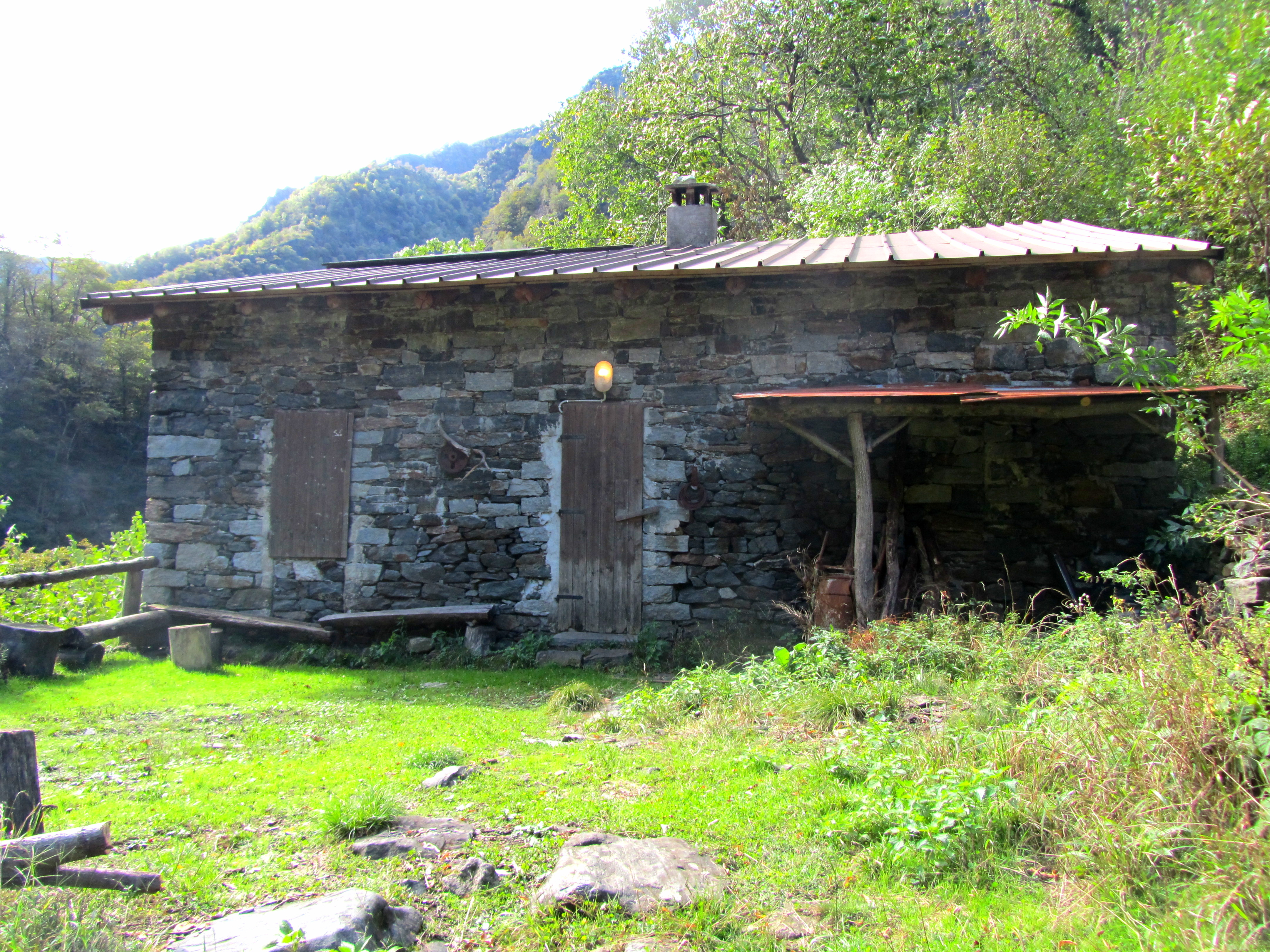
Il bivacco di Orfalecchio.

Quando la Val Grande era utilizzata per reperire legname, esisteva una fitta rete di trasporto a mezzo di teleferiche, per la maggior parte oggi non più visibili, se non per qualche traccia abbandonata. Tra queste, da Orfalecchio partiva una teleferica che, valicando i Corni di Nibbio, arrivava fino a Mergozzo. Di questa infrastruttura sono ancora visibili i basamenti in cemento su cui posavano i tralicci di sostegno dei cavi.

## Bivacco di Orfalecchio
A Orfalecchio si trova un bivacco non custodito e aperto tutto l'anno con una capienza di dodici posti letto.
Sono presenti delle brandine, dei materassini e qualche sacco a pelo, utilizzabili per trascorrere la notte. Si trova inoltre una piccola cucina con riserve di cibo a lunga conservazione come pacchi di pasta e vari cibi in scatola. Vi è poi una stufa, un camino e un grande tavolo.